# Monika Sibora
Monika Sibora (ur. 23 marca 1976) – była polska koszykarka, głównie kojarzona z Poznaniem, gdzie w Lechu i AZSie spędziła większość swojej kariery, poza tym grała także w klubach z Torunia, Krakowa, Rybnika i ostatnio w Bydgoszczy. Podczas swojej kariery występowała na pozycji rozgrywającej lub obrońcy. Po sezonie 2010/11 zakończyła zawodniczą karierę. Obecnie jest tenerem w klubie AZS Poznań.

## Przebieg kariery
- do 1994 - Lech Poznań
- 1994-1996 - AZS-Lech Poznań
- 1996-1997 - AZS Toruń
- 1997-2002 – QUAY POSiR Poznań
- 2002–2004 – Wisła Kraków
- 2004–2009 – AZS Poznań
- 2009–2010 – Utex ROW Rybnik
- 2010-2011 – Artego Bydgoszcz